# Тирнова (Дондушенський район)
Тирнова (рум. Tîrnova) — село в Молдові в Дондушенському районі. Адміністративний центр однойменної комуни, до складу якої також входять села Брічева та Єлєновка. У селі працює професійне училище.
Згідно з переписом населення 2004 року кількість українців у селі — 505 осіб (12 %).

## Відомі уродженці
У селі народився:
- Михайло Миколайович Шляхтицький — молдавський політик українського походження, депутат Парламенту Республіки Молдова.